# Замок Вертхайм
Замок Вертхайм — руина средневекового замка на горе над городом Вертхайм в немецкой федеральной земле Баден-Вюртемберг.

## История
История замка тесно связана с историей графов Вертхаймских, принадлежавших к франконскому клану Регинбодонов, и в 1132 году впервые назвавших себя по имени города Вертхайм. Предположительно, строительство замка было начато в это же время.
Графам фон Вертхайм был близок известный миннезингер Вольфрам фон Эшенбах; что заставляет предположить его, как минимум, кратковременное пребывание в замке.
В 1556 году, с пресечением рода фон Вертхайм, замок перешёл в собственность к графу Людвигу цу Штольберг-Кёнигштайн, и затем, в 1598 году — к одному из его зятьёв графу Людвигу фон Лёвенштайн.
В 1619 году замок сильно пострадал вследствие взрыва пороха.
В Тридцатилетней войне, занятый шведами, замок Вертхайм был в 1634 году подвергнут артиллерийскому обстрелу со стороны имперских войск, и с тех пор находится в руинированном состоянии.
В 1982 году, при финансовой поддержке земли Баден-Вюртемберг, началась занявшая многие годы реставрация замкового комплекса.
В 1995 году, будучи более не в состоянии содержать замок, семьи Лёвенштайн-Вертхайм-Фройденберг и Лёвенштайн-Вертхайм-Розенберг продали его городу Вертхайм, в собственности которого он находится и в настоящее время.